# Spijkerpoepen
Spijkerpoepen is een oud spel waarbij een touw om het middel wordt bevestigd met op de rug een lang uiteinde waaraan een spijker wordt verbonden. Doel van het spel is al hurkend deze spijker in een op de grond geplaatste fles te krijgen.